# Grabarz

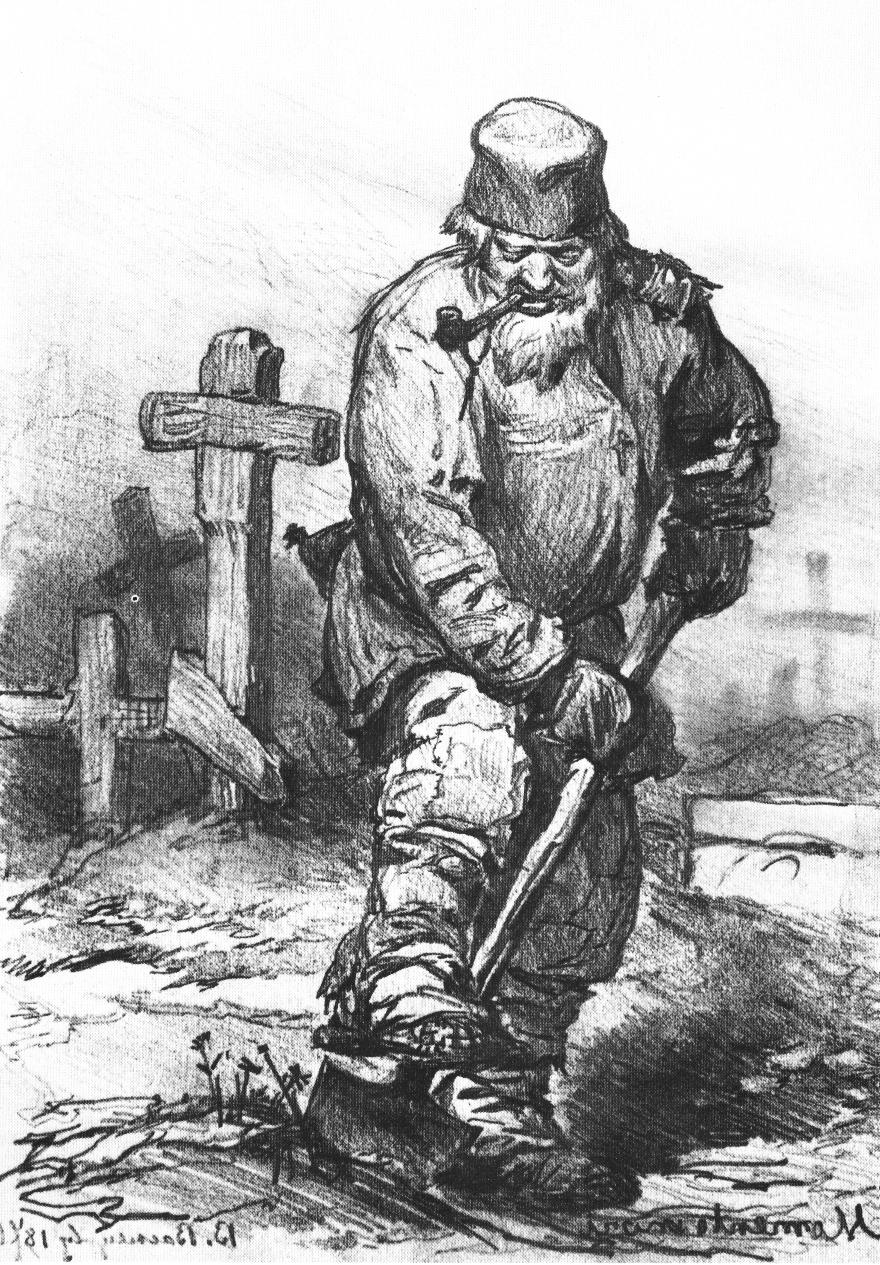
Wiktor Wasniecow, Grabarz, 1871

Grabarz – zawód, polegający na pochówku na cmentarzach ciał osób zmarłych. Grabarze są zatrudniani przez zakłady pogrzebowe. Pracodawcy zazwyczaj nie wymagają konkretnego wykształcenia od osób zainteresowanych wykonywaniem tej pracy.